# Louis Barteling
Louis François Félix Barteling, né le 8 décembre 1856 à Boulogne-sur-Mer,, et, mort le 17 juillet 1914 à l'Hôpital Saint-Louis dans le 10e arrondissement de Paris, est un joueur de dames français sociétaire du "Damier parisien" de 1880 à 1910. 

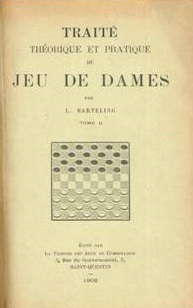
Traité théorique et pratique du jeu de dames (1902).

Il est le concepteur du losange de Barteling, basé sur la puissance d'une convergence de pions. C'est également lui le premier fort joueur de dames à affronter par hasard en 1910 le joueur sénégalais Woldouby et à détecter son talent. Il est inhumé au Cimetière parisien de Pantin (53e division).

## Palmarès
- Meilleur joueur français de 1887 à 1894[6];
- Vainqueur du Concours international de dames en 1887 et 1891 (épreuve rassemblant à l'époque Néerlandais et Français; devant Eugène Leclercq);
- Champion de France de dames en 1887;
- Vice-champion du monde (officieux; « Concours international » reconnu ultérieurement comme championnat) de dames en 1886 (à Amiens) (1er Anatole Dussaut);
- 3e du Concours international de dames en 1894 et 1899.

## Liens
- Championnat de France de dames;
- Championnat du monde de dames;
- Détails des championnats mondiaux.